# 러시아 국방부
러시아 연방 국방부(러시아어: Министерство обороны Российской Федерации)는 러시아의 군사 업무를 담당하는 정부 기관이다.

## 역사
1991년 소련이 붕괴된 직후, 소련 국방부는 러시아 연방 국방부로 승계되었다. 소련이 무너진 이후 처음으로 러시아 연방 국방부 장관이 된 사람은 파벨 그라초프 장군이었다. 그라초프는 8월 쿠데타 당시 쿠데타를 일으킨 소련공산당 보수파에 대항해 자신의 전차 대대를 이끌고 모스크바의 러시아 공화국 최고소비에트 건물을 방어했으며, 이 공로로 1992년 5월 러시아 연방 국방부 장관에 임명되었다. 그라초프 러시아 연방 국방부 장관은 1993년 10월 위기에서도 보리스 옐친 러시아 연방 대통령을 지지했고, 옐친 러시아 연방 대통령을 탄핵한 러시아 연방 최고소비에트를 무력으로 진압했다. 옐친 러시아 연방 대통령은 이 공로로 그라초프가 제1차 체첸 전쟁 당시 보인 무능과 부패 스캔들에도 불구하고 그를 러시아 연방 국방부 장관으로 계속 기용했다.
2001년 5월, 블라디미르 푸틴 러시아 연방 대통령은 러시아 연방 안전보장회의 서기였던 세르게이 이바노프를 러시아 연방 국방부 장관으로 임명했다. 세르게이 이바노프는 최초로 현직 군인이 아닌 인사였다. 세르게이 이바노프는 소비에트 사회주의 공화국 연방 국가보안위원회와 러시아 연방보안원에서 오래 근무한 정보원 관련 인사임에도, 푸틴 러시아 연방 대통령은 그를 러시아 연방 국방부 장관으로 기용하였다.
2007년 2월, 블라디미르 푸틴 러시아 연방 대통령은 민간인 출신 인사인 아나톨리 세르듀코프 러시아 연방 국세청장을 러시아 연방 국방부 장관으로 임명하였다. 2012년부터 러시아 연방 민방위비상사태자연재해복구부 장관과 모스크바 주지사를 역임한 세르게이 쿠주게토비치 쇼이구가 러시아 연방 국방부 장관으로 2024년까지 국방부 장관으로 재직했었다. 그러다가 2024년에 푸틴 러시아 연방 대통령이 경제학자 출신인 안드레이 벨로우소프를 새 국방부 장관으로 임명했다.

## 역대 국방부 장관
- 콘스탄틴 코베츠 (1991년 8월 20일 - 1991년 9월 9일)
- 보리스 옐친 (1992년 3월 16일 - 1992년 5월 18일)
- 파벨 그라쵸프 (1992년 5월 18일 - 1996년 6월 18일)
- 미하일 콜레스니코프 (1996년 6월 18일 - 1996년 7월 17일)
- 이고리 로디오노프 (1996년 7월 17일 - 1997년 5월 22일)
- 이고리 세르게예프 (1997년 5월 22일 - 2001년 5월 28일)
- 세르게이 이바노프 (2001년 5월 28일 - 2007년 2월 15일)
- 아나톨리 세르듀코프 (2007년 2월 15일 - 2012년 11월 6일)
- 세르게이 쇼이구 (2012년 11월 6일 - 2024년 5월 14일)
- 안드레이 벨로우소프 (2024년 5월 14일 - )